# Oliver Ryan
Oliver David Ryan (né en avril 1995) est un homme politique britannique du parti travailliste et coopératif qui est député de Burnley depuis 2024. Il est auparavant conseiller municipal du district métropolitain de Tameside pour le quartier d'Audenshaw de 2014 à 2023.

## Biographie
Oliver David Ryan est né en avril 1995 à Ashton-under-Lyne, dans le Grand Manchester, d'une mère célibataire. Il a trois frères et sœurs,,. Ryan est diplômé de l'Université de Manchester avec un BA en histoire en 2016 avant d'obtenir un LLB en droit de l'Université de droit.
Ryan rejoint le Parti travailliste en 2010, à l'âge de 15 ans. Il est élu conseiller du Parti travailliste pour le quartier d'Audenshaw lors des élections du conseil municipal métropolitain de Tameside en 2014 à l'âge de 19 ans. Il conserve son siège aux élections de 2018 et 2022. Ryan se retire avant les élections de 2023,. Ryan est ensuite élu député travailliste et coopératif de Burnley lors des élections générales de 2024 avec une majorité de 3 420 voix, battant le titulaire Antony Higginbotham du Parti conservateur.